# سوپر جام اروپا ۲۰۰۰

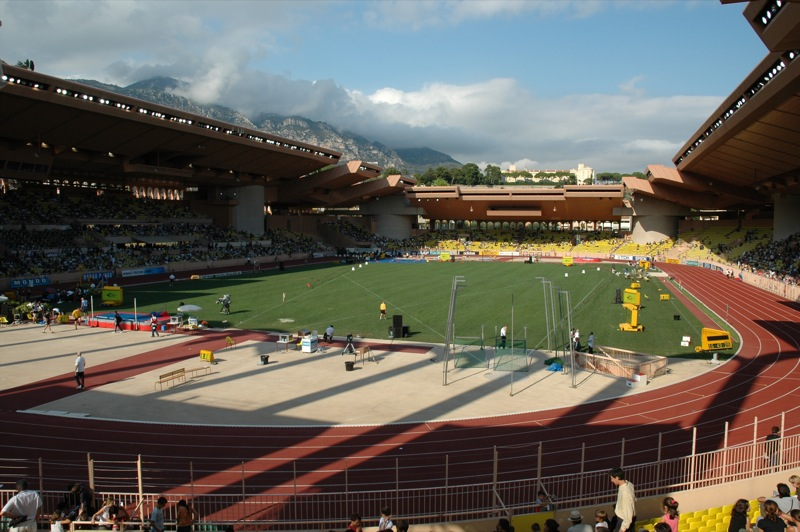
ورزشگاه لویی دوم موناکو، محل برگزاری فینال

فینال سوپر جام اروپا ۲۰۰۰، رقابت پایانی سوپر جام اروپا است که مابین دو تیم باشگاه ورزشی گالاتاسرای و باشگاه فوتبال رئال مادرید در ورزشگاه لویی دوم، موناکو برگزار شده‌است.
این مسابقه که در تاریخ ۲۵ آگوست ۲۰۰۰ انجام شده‌است با نتیجه ۲ بر ۱ به سود باشگاه ورزشی گالاتاسرای به پایان رسید.